# Gösta Ehrensvärd (kemist)
Gösta Carl Henrik Ehrensvärd, född 10 januari 1910 i Stockholm, död 30 juli 1980, var en svensk greve, professor i biokemi vid Lunds universitet och författare av populärvetenskapliga böcker.

## Biografi
Ehrensvärd blev filosofie doktor och docent i fysiologisk kemi vid Stockholms högskola 1942, docent i biokemi vid Karolinska institutet 1948, docent i medicinsk kemi och biokemi 1949–1950, docent i biokemi vid Stockholms högskola 1950, laborator 1952–1956 och professor vid Lunds universitet 1956. Han var avdelningschef vid Wenner-Grenska institutet 1942–1957 samt blev 1956 ledamot av Fysiografiska sällskapet i Lund. Han invaldes 1964 som ledamot av Ingenjörsvetenskapsakademien.
Med boken Före – efter, en diagnos (1971) framförde han åsikten att jordens resurser är ändliga och skulle ta slut om tillväxten skulle öka i samma takt, vilket startade en debatt, framför allt med Tor Ragnar Gerholm. Boken gavs ut i många upplagor och översattes till flera språk, bland annat interlingua.

## Familj
Gösta Ehrensvärd var son till viceamiral, greve Gösta Ehrensvärd och Anna Ehrensvärd, född Enell. Han gifte sig första gången 1934 med Ingalill Rydh, som avled 1956, och andra gången 1957 med Ursula Breithaupt. Han hade två barn i vartdera giftet.
Han är begravd i Fairhope, Alabama.